# بلات آدامز (سياسي)
بلات آدامز (بالإنجليزية: Platt Adams)‏ هو سياسي أمريكي، ولد في 20 ديسمبر 1792، وتوفي في 12 مايو 1887. حزبياً، نشط في الحزب الديمقراطي. وقد انتخب عضو جمعية ولاية نيويورك وانتخب عضو مجلس ولاية نيويورك.